# Rhinoplocephalus bicolor
Genre
Espèce
Statut de conservation UICN

 LC  : Préoccupation mineure
Rhinoplocephalus bicolor, unique représentant du genre Rhinoplocephalus, est une espèce de serpents de la famille des Elapidae. 

## Répartition
Cette espèce est endémique d'Australie-Occidentale. Elle se rencontre de Busselton à Ongerup. 

## Description
Rhinoplocephalus bicolor a le dos vert olive et la face ventrale jaune vif.

## Étymologie
Son nom d'espèce, du latin bicolor, « à deux couleurs », lui a été donné en référence à sa livrée.

## Publication originale
- Müller, 1885 : Vierter Nachtrag zum Katalog der herpetologischen Sammlung des Basler Museums. Verhandlungen der Naturforschenden Gesellschaft in Basel, vol. 7, p. 668-717 (texte intégral).